# 马塔邦格阿
马塔邦格阿（Mathabhanga），是印度西孟加拉邦Koch Bihar县的一个城镇。总人口21110（2001年）。

## 人口
该地2001年总人口21110人，其中男性10757人，女性10353人；0—6岁人口2261人，其中男1119人，女1142人；识字率76.20%，其中男性为80.96%，女性为71.25%。